# Borowa (Tschuhujiw)
Borowa (ukrainisch Борова; russisch Боровая Borowaja) ist ein Dorf in der ukrainischen Oblast Charkiw mit etwa 2400 Einwohnern (2001).

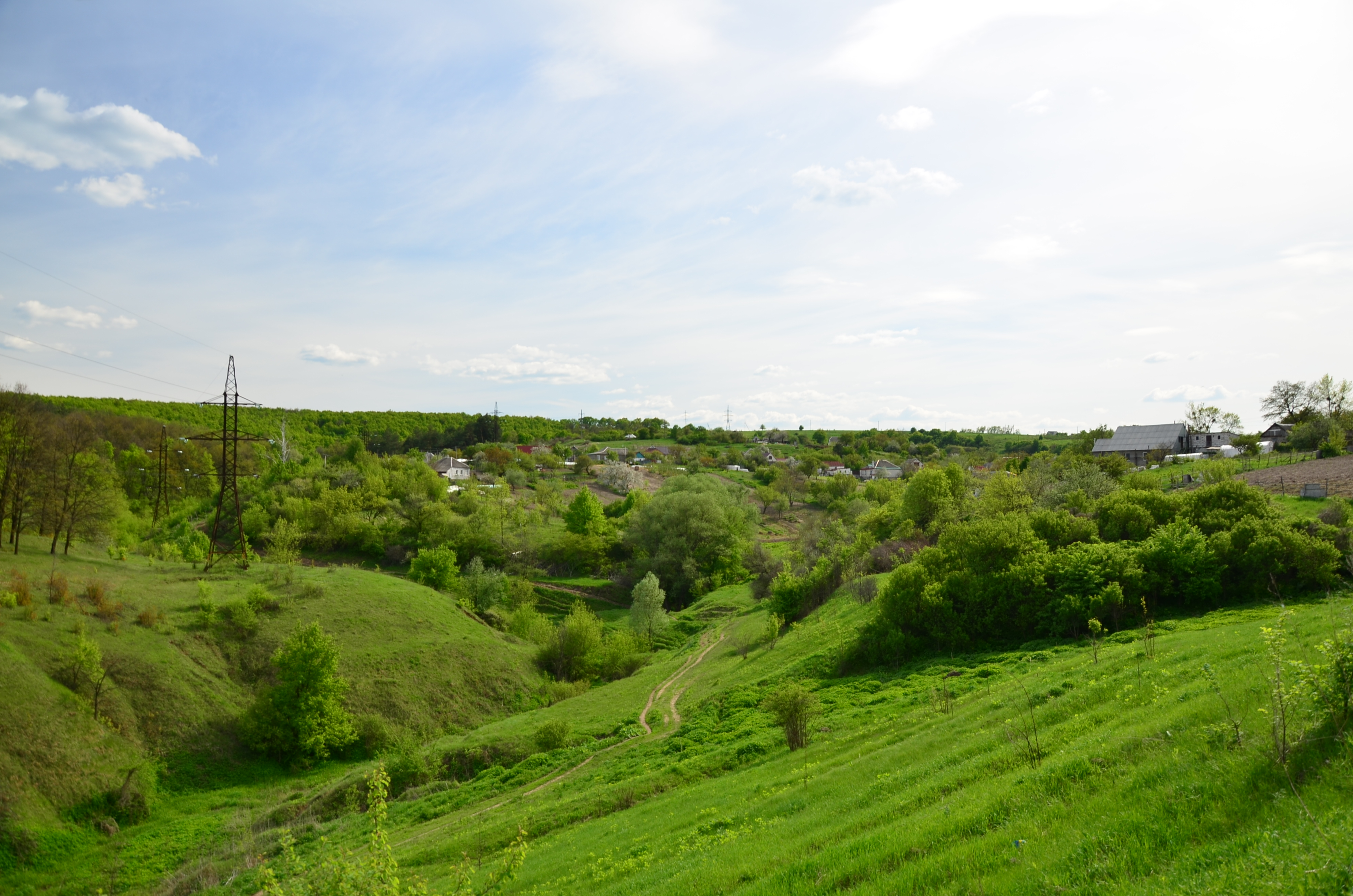
Blick aufs Dorf

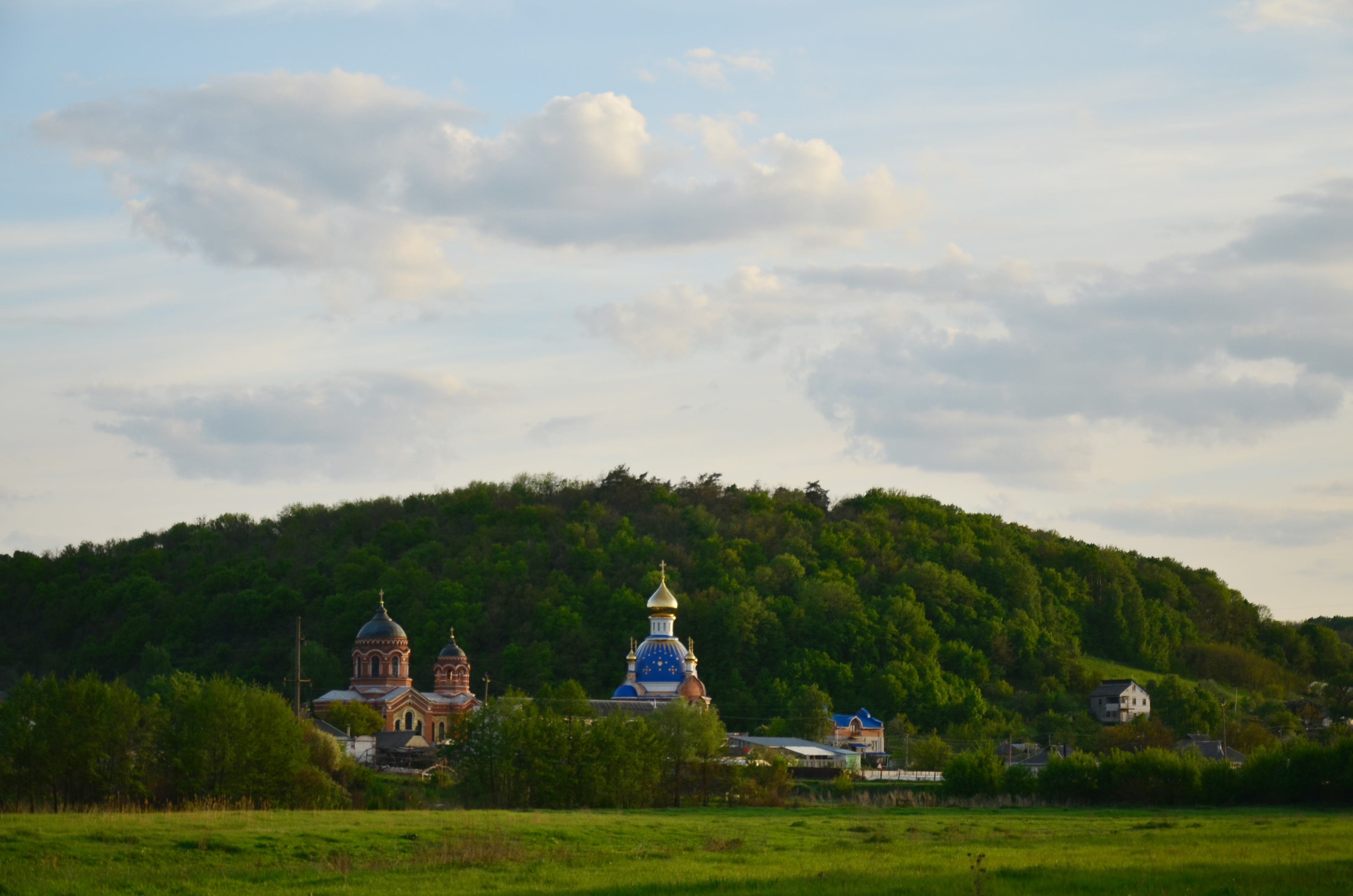
Boris-und-Gleb-Kloster im Dorf Wodjane

Das 1660 gegründete Dorf liegt am rechten Ufer des Udy, einem 164 km langen Nebenfluss des Siwerskyj Donez, etwa 14 km nördlich vom ehemaligen Rajonzentrum Smijiw und 27 km südlich vom Oblastzentrum Charkiw.
Durch das Gemeindegebiet verläuft die Bahnstrecke Charkiw–Horliwka und die Regionalstraße P–78.
Am 12. Juni 2020 wurde das Dorf ein Teil der neugegründeten Stadtgemeinde Smijiw, bis dahin bildete es zusammen mit den Dörfern Hussyna Poljana (Гусина Поляна), Kostjantiwka (Костянтівка), Krasna Poljana (Красна Поляна), Petryschtschewe (Петрищеве), Repjachiwka (Реп'яхівка), Swidky (Звідки) und Wodjane (Водяне) die gleichnamige Landratsgemeinde Borowa (Борівська сільська рада/Boriwska silska rada) im Norden des Rajons Smijiw.
Am 17. Juli 2020 wurde der Ort ein Teil des Rajons Tschuhujiw.